# Boris Arkadiev
 (décembre 2018).
Si vous disposez d'ouvrages ou d'articles de référence ou si vous connaissez des sites web de qualité traitant du thème abordé ici, merci de compléter l'article en donnant les références utiles à sa vérifiabilité et en les liant à la section « Notes et références ».
Boris Andreyevitch Arkadiev (en russe : Борис Андреевич Аркадьев) né le 21 septembre 1899 à Saint-Pétersbourg et mort le 17 octobre 1986 à Moscou est un footballeur puis entraîneur soviétique. Il est notamment reconnu pour sa carrière d'entraîneur. Il a remporté plusieurs trophées de l'Union soviétique avec les clubs du Dynamo Moscou, CSKA Moscou et du Lokomotiv Moscou.
Il est le créateur d'un nouveau système de jeu : le 3-4-3 losange, inspiré du modèle W-M alors la référence dans le football en Europe. Ce modèle a été nommé par les journalistes : « le désordre organisé ». Selon Aksel Vartanyan, historien du football russe, le milieu défensif des équipes d'Arkadiev était quelquefois si bas que l'on pourrait considérer Arkadiev comme le premier à avoir utilisé une défense à quatre à plat.

## Biographie

### Carrière de joueur
Il remporte deux titres de champion de Moscou en 1932 et 1933. Parallèlement à sa carrière de footballeur, il enseigna l'escrime à l'Académie militaire Frounze de Moscou.

### Carrière d'entraîneur
Sa carrière d’entraineur débute en 1936, quand le football soviétique se professionnalise, ce cadre structuré va permettre au génie tactique d’Arkadiev de s’exprimer. Dès 1940, il constate que le modèle « 2-3-5 » britannique n’est plus adapté. Les Anglais l’ont d’ailleurs déjà abandonné mais la Russie soviétique ne joue aucun match international et ne peut donc pas confronter son système de jeu à d’autres adversaires. Une tournée de la sélection basque en URSS va permettre à Arkadiev de découvrir le « W-M » et s’en inspirer courageusement à une époque où les échecs sportifs vous envoient au goulag. Il étudie et adopte ce nouveau système. Il constate que la solution n’est pas dans l’accumulation des meilleurs joueurs mais plutôt de trouver le bon dispositif et la bonne tactique. Ainsi, il introduit un nouveau concept : faire dézoner ses joueurs pour déstabiliser l’adversaire. A la tête du Dynamo Moscou puis CSKA Moscou les résultats sont immédiats. Afin de rendre ce nouveau concept encore plus efficace, il va attacher une grande importance à dépasser les individualités, il impose des séances d’autocritique et d’analyse collective pour instaurer une cohésion d’équipe dans un sport encore très individualiste où le dribble était privilégié au détriment de la passe.
Le désordre organisé : Dans cette évolution du « W-M », les 2 demis et les 2 inters sont disposés en losange : un demi à vocation défensive, un demi et un inter presque au même niveau et un inter qui était à vocation offensive. La grande nouveauté : les demis, les inters ainsi que les avants ont pour but de constamment dézoner afin de déstabiliser l’adversaire en l’empêchant d'effectuer un marquage individuel. Ce système de jeu, accéléré par une succession de passe courtes qui fatiguent l’adversaire, permet de favoriser les contre-attaques. Les bases du « football total » et du tiki-taka étaient posées. Les journalistes de l'époque ont appelé cette formation : le désordre organisé. 
Ce principe de jeu fera les belles heures de l’Ajax d’Amsterdam et des Pays-Bas des années 70 sous les ordres de Rinus Michels et du FC Barcelone sous l’ère de Johan Cruyff puis de Pep Guardiola.

#### Dynamo Moscou
Après avoir mené le Metallurg Moscou à la troisième place du championnat soviétique en 1938, il prend en main le Dynamo Moscou en 1940. Pendant la pré-saison il adapte le W-M (importé et appliqué en Union Soviétique par Nikolaï Starostin (en) 3 ans plus tôt) avec l'aide de ses joueurs. Son système n'était sur le papier qu'un W-M, mais sur le terrain les 2 demis et 2 inters ainsi que les 3 avants dézonaient constamment pour contrer le marquage individuel à l'époque utilisé et créer des espaces. Malgré des débuts difficiles (2 matchs nuls et 1 défaite sur les 3 premiers matchs), le Dynamo remporte le championnat dès sa première saison en écrasant le Dynamo Kiev 8-5 puis 7-0 et le Spartak Moscou, champion en titre, 5 buts à 1. Cependant la guerre éclate après la saison et le championnat soviétique est dissout.

#### CDKA Moscou
Il rejoint le CDKA après la guerre, club avec lequel il va remporter 5 titres de champion et 3 coupes d'URSS sur les 8 saisons à la tête du club.
En 1952, il est nommé à la tête de l'URSS pour les Jeux olympiques de 1952. L'URSS est éliminé en huitièmes de finale par la Yougoslavie et Arkadiev est viré. Le club du CDKA Moscou est dissout par Staline qui tient le club responsable de la défaite aux Jeux olympiques.

#### Lokomotiv Moscou
Arkadiev remporte la Coupe d'URSS en 1957.

## Palmarès
- 2 fois champion de Moscou en 1932 et 1933
- 6 fois vainqueur du Championnat d'URSS en 1940, 1946, 1947, 1948, 1950 et 1951
- 4 fois vainqueur de la Coupe d'URSS en 1945, 1948, 1951 et 1957

## Place dans l'histoire du football
- Son livre Les tactiques du football publié en 1946 fut très longtemps considéré comme la bible des coachs dans toute l'Europe de l'Est[1].
- Arkadiev explique que « sa recherche de créativité n'allait pas bien loin mais s'avéra être le début d'une perestroïka radicale de notre approche tactique du football[1]. »
- Le Dynamo, lors d'une tournée en Grande-Bretagne en 1945, montra aux yeux du public britannique son nouveau style basé sur des passes courtes et des joueurs en mouvement constant : le passovotchka[1],[2].
- Le dézonage et les passes rapides, caractéristiques du passovotchka, ont été par la suite deux des raisons du succès de la Hongrie dans les années 50, même si l'influence n'est probablement que minime[1].
- Viktor Maslov puis Valeri Lobanovski ont en partie été inspirés par l'approche d'Arkadiev notamment sur le jeu de zones.[réf. nécessaire]
- Le Football total découle directement du désordre organisé[1].
- Selon Aksel Vartanyan, son système de jeu fait de lui le précurseur dans l'utilisation d'une défense à 4 joueurs[1].